# Loxogramme subselliguea
Loxogramme subselliguea är en stensöteväxtart som först beskrevs av Bak., och fick sitt nu gällande namn av Arthur Hugh Garfit Alston. Loxogramme subselliguea ingår i släktet Loxogramme och familjen Polypodiaceae. Inga underarter finns listade.